# レナート・チェリーニ
レナート・チェリーニ（Renato Cellini, 1912年4月24日 - 1967年3月25日）は、イタリア出身の指揮者。
アルトゥーロ・トスカニーニと一緒に仕事をした演出家エツィオ・チェリーニの息子としてトリノに生まれる。幼いころからチェロ、ピアノとオルガンを学び、10歳の時にはチェロ奏者として人前で弾くようになった。トリノ音楽院でフランコ・アルファーノとジョルジョ・フェデリコ・ゲディーニの薫陶を受け、1930年に卒業後は指揮者として活動するようになった。第二次世界大戦後しばらくは、グラインドボーン音楽祭のスタッフとして働き、1947年にはエディンバラ音楽祭でモーツァルトの『フィガロの結婚』の上演を指揮した。1949年から1954年までアメリカのメトロポリタン歌劇場でフランス・オペラとイタリア・オペラの指揮者陣に加わり、1954年から1964年までニューオーリンズ・オペラ・カンパニーの首席指揮者を歴任した。
ニューオーリンズにて死去した。

## 註
1. ↑  Naxos